# Paspalum batianoffii
Paspalum batianoffii là một loài thực vật có hoa trong họ Hòa thảo. Loài này được B.K.Simon mô tả khoa học đầu tiên năm 1992.